# 失格紋的最強賢者
《失格紋的最強賢者》（日語：殲滅魔導の最強賢者）是進行諸島所著的日本輕小說，由風花風花擔綱插畫，2018年8月起經SB創意旗下GA小說出版，目前出版至19卷。另有衍生作品《殲滅魔導的最強賢者》，以主角的前世經歷為主軸，同由風花風花負責插畫。
改編漫畫於2017年6月開始於網上連載，由台灣友善文創旗下漫畫家肝匠、馮昊負責作畫，銷量不俗。改編電視動畫於2022年1月8日至3月26日播映，由J.C.STAFF製作。另外，手機遊戲《失格紋的最強賢者 ～導刻之冒險譚～The Ultimate Reincarnation》（失格紋の最強賢者 ～導刻の冒険譚～The Ultimate Reincarnation）於2022年3月16日開始營運，於7月29日結束營運。

## 故事概要
古代，蓋亞斯是世界最強的魔法師，在當代被譽為「魔法之神」。即便如此，他仍有感與生俱來的「榮光紋」限制了他鑽研魔法，認為自己已經沒有成長空間。因此，他決定發動自創的「轉生魔法」，轉生為出生於遙遠未來的馬丁亞斯，並成功獲得最適合魔法戰鬥的「第四紋」。在他欣喜之餘，他也發現「第四紋」不知為何在他轉生後的時代會被稱為「失格紋」，被認為是最差的紋章。他同時也發覺到這個時代的魔法知識衰退得極為嚴重，讓他的魔法技術和知識鶴立雞群。
馬丁亞斯在12歲時入讀王立第2學校，並認識了琉璃和阿爾瑪。

## 登場角色

### 主要角色
馬丁亞斯・希爾德海默（聲：玉城仁菜）
紋章為失格紋。前世為大魔導士蓋亞斯。極度缺乏普通常識，與世人的認知有極大的偏差，本人對此毫無自覺。甚至連王立第2學校的校長愛迪瓦特形容「有常識的馬丁亞斯一定是假貨」。對琉璃有好感。
蓋亞斯（聲：小野大輔）
馬丁亞斯的前世，紋章為榮光紋。在當代被譽為「魔法之神」。與轉生後的自己﹙馬丁亞斯﹚同樣極度缺乏普通常識。認為自己已沒有成長空間，於是發動自創的「轉生魔法」轉生為馬丁亞斯。過去曾經把觸怒自己的魔族與龍族屠殺至瀕臨滅絕的程度(特別是魔族被滅到將近滅絕的程度)。
外傳《殲滅魔導最強賢者》的主角。
琉璃・阿本德羅特（聲：鈴代紗弓）
貴族阿本德羅特家的女兒。紋章為榮光紋，為國內少數幾個就讀王立第2學校的榮光紋學生。在尋找考試前一天折斷的劍的替代品時遇到了馬蒂亞斯。性格謹慎很有禮貌，馬蒂亞斯坦言自己放棄的紋章卻得到琉璃的喜愛。對馬丁有好感。
阿爾瑪・萊普修斯（聲：白石晴香）
小貴族萊普修斯家的三女。紋章為常魔紋。琉璃的青梅竹馬。擅長弓箭。直覺敏鋭，遇事不膽怯。
伊莉絲（聲：井澤詩織）
真身是暗黑龍，與馬丁亞斯的前世蓋亞斯互相認識。紋章為常魔紋（假）。由於過去全世界魔素融合爐發生連鎖爆炸，導致翅膀破損無法飛行(雖然琉璃用魔法修復翅膀，但是不能長期飛行)。在馬丁亞斯的威逼下被當作交通工具使用，變成人型後不久正式成為馬丁亞斯小隊的一員。小隊中的大胃王。
因為本身是龍，對當代的無知程度甚於馬蒂亞斯，無法控制力量的微細輸出，因此每次想做點什麼都會造成災害級別的禍害。
原本的武器是琉璃製造的長槍，之後在蓋亞斯製造的魔力探測裝置中獲得由蓋亞斯製造的長槍。
外傳《殲滅魔導最強賢者》的女主角。在蓋亞斯的半威脅下成為其同伴。

### 埃伊斯王國
埃伊斯・格萊亞四世（聲：堀内賢雄）
埃伊斯王國的國王，王立第2學校的校長愛迪瓦特的好友。紋章為榮光紋。作為國王十分賢能，深受百姓愛戴。在各方面不遺餘力地支援馬丁亞斯。
蓋爾（聲：小林親弘）
埃伊斯王國的騎士團長，代替去買劍的魯卡斯成為劍術考試的考官。認識馬丁亞斯的父親卡斯特，並評價對方為「超越卡斯特的怪物」，最後被馬丁亞斯擊敗。
貝斯（聲：間宮康弘）
王都鍛造工房的老闆。
埃伊克（聲：鳥海浩輔）
埃伊斯王國的密探。奉國王埃伊斯・格萊亞四世的命令協助馬丁亞斯逮捕與魔族勾結的梅爾奇亞領主多吉。
多吉・梅爾奇亞（聲：杉田智和）
梅爾奇亞的領主。與魔族勾結殺害前任領主後繼位。作為領主十分無能，實施了各式各樣擾民的惡政。最後被馬丁亞斯逮捕。

#### 希爾德海默家
卡斯特·希爾德海默
馬丁亞斯的父親，紋章為小魔紋。爵位為準男爵。擅長劍術。王立第2學校的畢業生，曾告訴馬丁亞斯成為特招生的方法。深知次子比夫格爾的無能，曾對馬丁亞斯說明領內的唯一不穩定因素正是比夫格爾。
卡蜜拉·希爾德海默
馬丁亞斯三兄弟的母親。
雷克·希爾德海默
馬丁亞斯的大哥，紋章為常魔紋。較馬丁亞斯年長9歲，個性認真溫柔，與馬丁亞斯關係良好。經馬丁亞斯指導無詠唱後，成為了希爾德海默準男爵家繼承人。
比夫格爾·希爾德海默
馬丁亞斯的二哥，紋章為榮光紋。較馬丁亞斯年長8歲，個性蠻不講理。沉迷於「榮光紋是最強」的妄想中，與馬丁亞斯關係惡劣。作為一名統帥十分無能，年少時作為代理領主率領領民討伐魔物時，屢次作出錯誤的判斷，幾乎導致己方全軍覆沒，若非馬丁亞斯暗中出手殺死魔物，早已死於非命。

#### 王立第一學校
菲可斯（聲：飛田展男）
王立第1學校的校長，個性與比夫格爾一樣蠻不講理。因出言侮辱琉璃與阿爾瑪為「怪物」而被馬丁亞斯以魔法「毛根死滅」，使他隔天變成光頭。在第1學園再度戰敗後，最後因違抗王命（拒絕把「魔法無詠唱普及化」）而被國王埃伊斯下令處死。
雷西斯（聲：竹田海渡）
王立第1學校的學生，紋章為榮光紋。在對抗賽中，作為第1學校代表出戰，卻被瞬間擊敗。
基亞斯（聲：坂泰斗）
王立第1學校的學生，紋章為榮光紋。在對抗賽中，作為第1學校代表出戰，卻被瞬間擊敗。

#### 王立第二學校
愛迪瓦特（聲：小山力也）
王立第2學校的校長兼A班的班主任，國王埃伊斯的好友。外表是身形健碩的中年男性。實力主義者。主張復興已經長久失傳的無詠唱魔法。
魯卡斯（聲：古川慎）
王立第2學校的老師，A班的副班主任。劍術考試的考官。自從敗給琉璃後因跑去買劍而遭到愛迪瓦特教訓一頓。
艾希爾
王立第2學校的學生，紋章為失格紋。第二次對抗賽的五名選手之一。
莉莉亞（聲：佳原萌枝）
王立第2學校的學生。
雷塔斯
是蓋亞斯發動自創的「轉生魔法」而失蹤後1000年的學者。預計到全世界魔素融合爐發生連鎖爆炸後會造成文明衰退而製造「詠唱魔法增幅裝置」。因壞星的影響身體開始魔族化，後得到馬丁亞斯的幫助下回復成為人類，之後成為了王立第2學校的教師。
瑪妮絲
王立第2學校的學生，「造船研究會」的社長。

### 魔族
企圖滅絕人類的存在，主要分為「將魔族」、「混沌魔族」、「上級魔族」、「中級魔族」、「下級魔族」五個級別，此外也有「亞魔族」、「土之魔族」、「霧之魔族」等亞種存在。由於繁殖率極低，加上曾經被蓋亞斯屠殺至瀕臨滅絕，因此現存魔族的數量十分稀少。由於在故事初期尚未有足夠能力滅絕人類，因此部分魔族會偽裝成人類，透過推廣詠唱魔法與貶抑第四紋為失格紋從而削弱人類。卻由於馬丁亞斯的出現導致削弱人類的計劃以全面失敗告終。其後分佈在全世界的1200名下級魔族被馬丁亞斯與蓋亞斯短暫合體時所釋放的魔法「天之眼」滅絕。後證實現今的所有魔族均由米蘿克幕後操控。
德比爾斯（聲：岡本信彥）
下級魔族，假扮人類的魔族之一，紋章為榮光紋（假）。在對抗賽中，作為第1學校代表的隊長出戰，在戰鬥中被馬丁亞斯揭露真身，逃亡時被馬丁亞斯殺死。此事也揭露了魔族偽裝成人類的事實。
阿休利爾（聲：小西克幸）
下級魔族，王立第2學校推行「魔法無詠唱普及化」後襲擊王都的魔族，實力在德比爾斯之上。最後被馬丁亞斯殺死。
狄西利爾（聲：江口拓也）
下級魔族，王立第2學校推行「魔法無詠唱普及化」後襲擊王都的魔族，實力與德比爾斯相若。最後被馬丁亞斯殺死。
厄哈魯特（聲：松風雅也）
下級魔族，曾偽裝成人類擔任埃伊斯王國的魔法師團長。在德比爾斯被殺後離開了埃伊斯王國。腦袋不太靈光。
在廢村竊聽馬丁亞斯與國王對話時被馬丁亞斯反追蹤並受到重創。在藏身地中被阿爾瑪以滲有「魔毒」的箭射中，之後發動「凶化」企圖消滅馬丁亞斯一行。最後被琉璃與阿爾瑪聯手殺死。
艾利亞斯（聲：日野聰）
霧之魔族，能把身體化成霧。實力在厄哈魯特之上。最後被馬丁亞斯殺死。
札利迪亞斯（聲：子安武人）
混沌魔族，實力遠在一般魔族之上。是策劃梅爾奇亞與弗奇亞兩地陰謀的幕後黑手。由於力量過於強大，古代人無法戰勝札利迪亞斯而選擇把他封印。最後被馬丁亞斯殺死，臨終前告訴馬丁亞斯「混沌魔族不止我一個」。
札多基爾基亞斯
混沌魔族，實力更在札利迪亞斯之上。稱號為「破壞的魔族」。與其他自恃自身力量的魔族不同，是一個積極磨練自身技術的魔族。被他毀滅的國家不計其數，之後被蓋亞斯殺死。由於轉生魔法不完全，導致靈魂受損，因此轉生後實力不如以往。與馬丁亞斯戰鬥時，因琉璃的術式使到原本已經破損的靈魂受到進一步破壞，最後被馬丁亞斯殺死。臨終前得知馬丁亞斯就是蓋亞斯的轉世，慨嘆自己兩度死於同一人的手中後便魂飛魄散，無法復活。
古拉迪斯
將魔族，實力更在札多基爾基亞斯之上。

### 前世相關
路透
蓋亞斯的好友，紋章為失格紋。被評價為「劍術笨蛋」。為實力僅次於蓋亞斯的強者，在現代被譽為「劍術之神」。
外傳《殲滅魔導最強賢者》中被邪龍利梅因擊敗，在邪龍利梅因死後與尤妮爾一同被蓋亞斯招攬成為其同伴。與四肢發達的外表相反其實十分擅長文書工作。
古雷威爾
古代文明王國「邁爾斯王國」的國王，紋章為榮光紋。認識蓋亞斯。在壞星的影響下在現代復活，為了推廣「無詠唱」魔法，假意與魔族勾結。與馬丁亞斯戰鬥後，被推薦成為王立第2學校的教師。由於本身是深受國民愛戴的賢王，成為教師後也深受歡迎。

### 殲滅魔導最強賢者相關
尤妮爾・阿本德羅特
外傳《殲滅魔導最強賢者》中出場，稱號為「絕滅的魔女」。曾經是秘密結社「熾天會」的實驗體，被熾天會移植「理外之術」。在邪龍利梅因死後與路透一同被蓋亞斯招攬成為其同伴。
從姓氏推論疑似是琉璃的祖先。

### 其他
吉亞斯（聲：松岡禎丞）
拉吉尼亞聯盟普利迪亞領的S級冒險者。紋章為失格紋。典型的戰鬥狂。實力強悍，能無意識地使用無詠唱魔法。擁有察覺他人強弱的能力，過去擔任考官時，曾把無數參加A級考試的考生判定為「不合格」。
米蘿克
其中一名熾星靈的部下。在馬丁亞斯一行消滅了被自己轉化為魔族的囚犯後現身。操控魔族和連鎖引爆全世界魔素融合爐的幕後黑手，目的是透過魔族磨練人類，從而收割人類的靈魂作為強化主人的糧食，達到擊敗主人以外的熾星靈的目的。後來中了馬丁亞斯的計，多次強行使用「理外切斷術」造成靈魂無法修復的損傷，最終被馬丁亞斯破壞靈魂的魔法擊中，身體化作沙粒而死，無法復活。

## 用語

### 紋章
第一紋
通稱為「榮光紋」，生產特化紋章。在生產武器、防具、魔法物品與附魔方面十分優秀。缺點是成長率與空間過低。該紋章在蓋亞斯的時代因不適合戰鬥而不被看好，在魔族的操作下，該紋章的持有者受到極大的禮遇。
第二紋
通稱為「常魔紋」，火力特化紋章。初時平平無奇，經過鍛鍊後火力會不斷成長，從而能使出威力強大的魔法。
第三紋
通稱為「小魔紋」，連射特化紋章。初時只能使用低級魔法，經過鍛鍊後能提升火力與連射能力。在魔族的陰謀下受到打壓。
第四紋
通稱為「失格紋」，近戰特化紋章。同時具備第二紋的威力與第三紋的連射能力，在近戰力面堪稱是最強的紋章。缺點是攻擊範圍有限。在魔族的陰謀下大受打壓。

### 國家
埃伊斯王國
故事開始的舞台，數百年前因魔法寵兒（魔族）的蠱惑，致使國內魔法技術衰退，同時國內「榮光紋」（第一紋）的持有者在國內享有極大的特權。同時該國貴族的繼承規定採「計分制」，擁有分數最高者可繼承貴族當家之位，計分規定如下：
長男+5分
長男以外-1分
榮光紋（第一紋）+5分
魔法技術較高者+3
女性-2
失格紋（第四紋）-200分
拉吉尼亞聯盟
埃伊斯王國相鄰的國家，充滿日式風情的國度。

### 地點

#### 王立學校
王立第1學校
王都內的兩所王立學校之一，學校校徽為龍，該校主張延續傳統，研究詠唱魔法並將其視為主要教材，並且拒絕承認無詠唱魔法，擁有較好的實績，並深受貴族們的支持，且該校只招收榮光紋(第一紋)的學生。在校長菲可斯因違抗「把無詠唱魔法普及化」的王命而被處死後，成為了王立第2學校的附屬學校。
王立第2學校
王都內的兩所王立學校之一，為主角一行人就讀的學校，學校校徽為獅子，主張研究並重啟長期失傳的無詠唱魔法，但由於遭受王立第1學校的打壓而被迫遵循第1學校的作風，直到對抗賽後，國王埃伊斯下達「把無詠唱魔法普及化」的王命，為此正式將無詠唱魔法納入教材。該校主張實力至上，並且願意招收不同紋章和家世背景的學生。由於幾乎全國的榮光紋學生都就讀王立第1學校，因此該校榮光紋學生非常短缺。

#### 城鎮
迷宮都市梅爾奇亞
為埃伊斯王國的一個位於迷宮上方的城鎮，自從前任領主離奇去世後，再加上新任領主與魔族勾結，對城鎮內實行一連串惡政（如強制搜刮魔石、強迫說有冒險者討伐魔物及強制辭退治療魔法師等），導致人民生活非常困苦，城鎮死亡人數逐日攀升。
弗奇亞
為鄰國拉吉尼亞聯盟的城鎮，該城鎮有一段時間被亞魔族統治，且居民在亞魔族統治期間遭到亞魔族洗腦。

## 出版書籍

### 輕小說
本傳
| 卷數 | SB創意                       | SB創意                                                                    | 東立出版社    | 東立出版社             |
| 卷數 | 發售日期                     | ISBN                                                                      | 發售日期      | ISBN                   |
| ---- | ---------------------------- | ------------------------------------------------------------------------- | ------------- | ---------------------- |
| 1    | 2017年5月15日 2021年12月11日 | ISBN 978-4-7973-9236-4 ISBN 978-4-8156-1375-4（動畫化紀念附小冊子特裝版） | 2018年8月6日  | ISBN 978-957-260-883-8 |
| 2    | 2017年8月15日                | ISBN 978-4-7973-9328-6                                                    | 2020年5月18日 | ISBN 978-957-265-174-2 |
| 3    | 2017年12月15日               | ISBN 978-4-7973-9438-2                                                    | 2021年9月9日  | ISBN 978-957-266-364-6 |
| 4    | 2018年3月15日                | ISBN 978-4-7973-9588-4                                                    |               |                        |
| 5    | 2018年6月15日                | ISBN 978-4-7973-9696-6                                                    |               |                        |
| 6    | 2018年9月15日                | ISBN 978-4-7973-9816-8                                                    |               |                        |
| 7    | 2018年12月15日               | ISBN 978-4-7973-9990-5                                                    |               |                        |
| 8    | 2019年3月15日                | ISBN 978-4-7973-9991-2                                                    |               |                        |
| 9    | 2019年6月15日                | ISBN 978-4-8156-0128-7                                                    |               |                        |
| 10   | 2019年9月13日                | ISBN 978-4-8156-0130-0                                                    |               |                        |
| 11   | 2020年1月11日                | ISBN 978-4-8156-0508-7                                                    |               |                        |
| 12   | 2020年5月14日                | ISBN 978-4-8156-0652-7                                                    |               |                        |
| 13   | 2021年3月12日                | ISBN 978-4-8156-0970-2                                                    |               |                        |
| 14   | 2022年1月14日                | ISBN 978-4-8156-1136-1                                                    |               |                        |
| 15   | 2022年3月12日                | ISBN 978-4-8156-1531-4                                                    |               |                        |
| 16   | 2022年12月14日               | ISBN 978-4-8156-1911-4                                                    |               |                        |
| 17   | 2023年5月15日                | ISBN 978-4-8156-2116-2                                                    |               |                        |
| 18   | 2023年9月15日                | ISBN 978-4-8156-2117-9                                                    |               |                        |
| 19   | 2024年7月14日                | ISBN 978-4-8156-2589-4                                                    |               |                        |
| 20   | 2024年12月15日               | ISBN 978-4-8156-2590-0                                                    |               |                        |
| 21   | 2025年6月14日                | ISBN 978-4-8156-2591-7                                                    |               |                        |

外傳
| 卷數 | 軟銀創意       | 軟銀創意               |
| 卷數 | 發售日期       | ISBN                   |
| ---- | -------------- | ---------------------- |
| 1    | 2020年9月11日  | ISBN 978-4-8156-0744-9 |
| 2    | 2020年12月10日 | ISBN 978-4-8156-0832-3 |
| 3    | 2024年3月15日  | ISBN 978-4-8156-2472-9 |

### 漫畫
本傳
| 卷數 | 史克威爾艾尼克斯 | 史克威爾艾尼克斯       | 東立出版社    | 東立出版社             |
| 卷數 | 發售日期         | ISBN                   | 發售日期      | ISBN                   |
| ---- | ---------------- | ---------------------- | ------------- | ---------------------- |
| 1    | 2017年12月13日   | ISBN 978-4-7575-5545-7 | 2019年3月18日 | ISBN 978-957-26-2488-3 |
| 2    | 2018年3月13日    | ISBN 978-4-7575-5662-1 | 2020年4月6日  | ISBN 978-957-26-2489-0 |
| 3    | 2018年6月13日    | ISBN 978-4-7575-5741-3 | 2020年12月3日 | ISBN 978-957-26-2490-6 |
| 4    | 2018年9月13日    | ISBN 978-4-7575-5840-3 |               |                        |
| 5    | 2018年12月13日   | ISBN 978-4-7575-5939-4 |               |                        |
| 6    | 2019年3月13日    | ISBN 978-4-7575-6039-0 |               |                        |
| 7    | 2019年6月12日    | ISBN 978-4-7575-6157-1 |               |                        |
| 8    | 2019年9月12日    | ISBN 978-4-7575-6294-3 |               |                        |
| 9    | 2019年12月12日   | ISBN 978-4-7575-6421-3 |               |                        |
| 10   | 2020年3月12日    | ISBN 978-4-7575-6558-6 |               |                        |
| 11   | 2020年6月12日    | ISBN 978-4-7575-6687-3 |               |                        |
| 12   | 2020年9月12日    | ISBN 978-4-7575-6841-9 |               |                        |
| 13   | 2020年12月11日   | ISBN 978-4-7575-6996-6 |               |                        |
| 14   | 2021年3月12日    | ISBN 978-4-7575-7146-4 |               |                        |
| 15   | 2021年6月11日    | ISBN 978-4-7575-7312-3 |               |                        |
| 16   | 2021年9月10日    | ISBN 978-4-7575-7481-6 |               |                        |
| 17   | 2021年12月10日   | ISBN 978-4-7575-7634-6 |               |                        |
| 18   | 2022年3月11日    | ISBN 978-4-7575-7821-0 |               |                        |
| 19   | 2022年6月10日    | ISBN 978-4-7575-7970-5 |               |                        |
| 20   | 2022年9月12日    | ISBN 978-4-7575-8146-3 |               |                        |
| 21   | 2022年12月12日   | ISBN 978-4-7575-8312-2 |               |                        |
| 22   | 2023年3月10日    | ISBN 978-4-7575-8474-7 |               |                        |
| 23   | 2023年6月12日    | ISBN 978-4-7575-8617-8 |               |                        |
| 24   | 2023年9月12日    | ISBN 978-4-7575-8802-8 |               |                        |
| 25   | 2023年12月12日   | ISBN 978-4-7575-8966-7 |               |                        |
| 26   | 2024年3月12日    | ISBN 978-4-7575-9110-3 |               |                        |
| 27   | 2024年6月12日    | ISBN 978-4-7575-9255-1 |               |                        |
| 28   | 2024年9月12日    | ISBN 978-4-7575-9426-5 |               |                        |
| 29   | 2024年12月12日   | ISBN 978-4-7575-9576-7 |               |                        |
| 30   | 2025年3月12日    | ISBN 978-4-7575-9750-1 |               |                        |
| 31   | 2025年6月12日    | ISBN 978-4-7575-9902-4 |               |                        |

外傳
| 卷數 | 史克威爾艾尼克斯 | 史克威爾艾尼克斯       | 青文出版社     | 青文出版社            |
| 卷數 | 發售日期         | ISBN                   | 發售日期       | ISBN                  |
| ---- | ---------------- | ---------------------- | -------------- | --------------------- |
| 1    | 2020年12月11日   | ISBN 978-4-7575-6998-0 | 2023年1月5日   | ISBN 978-626-322860-3 |
| 2    | 2021年3月12日    | ISBN 978-4-7575-7147-1 | 2023年2月16日  | ISBN 978-626-340532-5 |
| 3    | 2021年6月11日    | ISBN 978-4-7575-7313-0 | 2023年5月19日  | ISBN 978-626-340839-5 |
| 4    | 2021年9月10日    | ISBN 978-4-7575-7482-3 | 2023年11月30日 | ISBN 978-626-362765-9 |
| 5    | 2021年12月10日   | ISBN 978-4-7575-7635-3 |                |                       |
| 6    | 2022年3月11日    | ISBN 978-4-7575-7822-7 |                |                       |
| 7    | 2023年3月10日    | ISBN 978-4-7575-8475-4 |                |                       |
| 8    | 2023年12月12日   | ISBN 978-4-7575-8967-4 |                |                       |

## 迴響
截至2018年9月，系列累積發行超過80萬本。截至2018年12月，發行超過100萬本。截至2019年3月，發行超過150萬本。截至2019年9月，發行超過200萬本。截至2021年12月，發行超過500萬本。
改編漫畫為全國書店店員推薦漫畫2019輕小說文藝漫畫類別獲選作品之一。

## 電視動畫
2021年1月31日，GA文庫在其15週年網絡活動「GA FES 2021 ～GA 15th Anniversary～」上宣佈《失格紋的最強賢者》將會獲改編為電視動畫，由J.C.STAFF負責製作；並公開宣傳影片、主要製作人員和聲優陣容。同日亦公佈由進行諸島和風花風花創作的另一部輕小說《轉生賢者的異世界生活～取得第二職業，成為世界最強～》亦會改編為電視動畫。
網絡廣播節目《失格紋的最強RADIO》（失格紋の最強RADIO）由2021年7月23日起隔週星期五於音泉、Spotify和「NBCUniversal Anime/Music」YouTube頻道播出，玉城仁菜、鈴代紗弓、白石晴香和井澤詩織主持。
2021年10月31日，日本官方公佈最新宣傳片，正式宣佈動畫將由2022年1月起於TOKYO MX、BS11、SUN電視台首播，並分別由fripSide和中島由貴主唱片頭曲和片尾曲。12月10日，宣佈首播日期為1月8日，並公開主視覺圖。

### 製作人員
- 原作：進行諸島
- 人物原案：風花風花
- 導演：秋田谷典昭
- 系列構成：內田裕基（日语：內田裕基）
- 人物設定：大澤美奈
- 美術監督：飯田葉月
- 色彩設定：岡田惠沙
- 攝影監督：黑澤豐、八木祐理奈
- 編輯：仙土真希（REAL-T）
- 音響監督：明田川仁
- 音樂：Elements Garden（巖橋星實（日语：岩橋星実）、藤田淳平、都丸椋太（日语：都丸椋太））
- 動畫製作：J.C.STAFF[89]

### 主題曲
片頭曲《Leap of faith》
作詞、作曲：八木沼悟志，編曲：齋藤真也，主唱：fripSide
片尾曲《Day of Bright Sunshine》
作詞：陽茉莉-himari-，作曲、編曲：櫻澤ヒカル，主唱：中島由貴

### 集數列表
| 集數   | 日文標題 | 中文標題                 | 編劇     | 分鏡               | 演出               | 作畫監督                                                                             | 總作畫監督                   | 首播日期 （2022年） |
| ------ | -------- | ------------------------ | -------- | ------------------ | ------------------ | ------------------------------------------------------------------------------------ | ---------------------------- | ------------------- |
| 第1話  |          | 最強賢者，出現。         | 內田裕基 | 秋田谷典昭         | 宮崎修治           | 谷川亮介、彭佩琦、小川浩司 小野和美、都築裕佳子、大原大                              | 大澤美奈                     | 1月8日              |
| 第2話  |          | 最強賢者，前往迷宮。     | 內田裕基 | 高橋雅之           | 、國本一德         | 袴田裕二、金正男、Rad Plus、壽門堂                                                   | 小野和美                     | 1月15日             |
| 第3話  |          | 最強賢者，遇見龍。       | 內田裕基 | 羽迫凱             | 羽迫凱             | 清水博幸、齊藤良成、山本雅章 金正男、彭佩琦、小川浩司                                | 谷川亮介、野田康行           | 1月22日             |
| 第4話  |          | 最強賢者，潛入。         | 大西雄仁 | 高田耕一           | 則座誠             | 彭佩琦、齊藤良成、大原大 壽門堂、Studio Giga、Revival                                | 大澤美奈                     | 1月29日             |
| 第5話  |          | 最強賢者，得到同伴。     | 小林雄次 | 福島利規           |                    | Kang Hyeon-guk、Kim Yu-jin Kim Jeong-suk、Shin Eun-ah Hwang Seong-won、Lee Seong-jin | 小野和美                     | 2月5日              |
| 第6話  |          | 最強賢者，離開學園。     | 內田裕基 | 高橋雅之           | 福島利規、則座誠   | 彭佩琦、齋藤良成、林央剛、村松尚雄 金正男、Studio Giga、Revival                      | 大澤美奈                     | 2月12日             |
| 第7話  |          | 最強賢者，踏上旅途。     | 大西雄仁 | 高田耕一           | 則座誠             | 齊藤良成、金正男、彭佩琦 林央剛、清水博幸、光之園動畫                                | 小野和美、谷川亮介、大澤美奈 | 2月19日             |
| 第8話  |          | 最強賢者，拯救城鎮。     | 小林雄次 | 鈴木行             | 村田尚樹           | 袴田裕二、澤口裕也、慧敏、明光、孫偉、Rad Plus、壽門堂                               | 小野和美、谷川亮介           | 2月26日             |
| 第9話  |          | 最強賢者，決鬥。         | 小林雄次 | 羽迫凱             | 羽迫凱             | 清水博幸、大原大、山本雅章、村松尚雄、小川浩司、彭佩琦                               | 小野和美、大澤美奈、谷川亮介 | 3月5日              |
| 第10話 |          | 最強賢者，合作。         | 大西雄仁 | 高田耕一           | 福元しんいち       | Kang Hyeon-guk、Lee Seong-jin、Kim Jeong-suk、Shin Eun-ah、Kim Jun-o                 | 小野和美、谷川亮介           | 3月12日             |
| 第11話 |          | 最強賢者，面對強敵。     | 内田裕基 | 高橋雅之、福島利規 | 則座誠             | 彭佩琦、清水博幸、光の園・アニメーション スタジオギガ、Revival、Seven Seas           | 大沢美奈、小野和美、谷川亮介 | 3月19日             |
| 第12話 |          | 最強賢者，再次踏上旅程。 | 内田裕基 | 秋田谷典昭         | 秋田谷典昭、則座誠 | 大原大、小川浩司、金正男、林央剛、彭佩琦                                             | 大沢美奈、小野和美、谷川亮介 | 3月26日             |

### 播映平台
| 播放地區 | 播放電視台 | 播放日期               | 播放時間（UTC+9）   | 所屬聯播網 | 備註 |
| -------- | ---------- | ---------------------- | ------------------- | ---------- | ---- |
| 東京都   | TOKYO MX   | 2022年1月8日－3月26日  | 星期六 22:00－22:30 | 獨立UHF局  |      |
| 日本全國 | BS11       | 2022年1月8日－3月26日  | 星期六 22:00－22:30 | 衛星電視   |      |
| 兵庫縣   | SUN電視台  | 2022年1月8日－3月26日  | 星期六 22:30－23:00 | 獨立UHF局  |      |
| 日本全國 | AT-X       | 2022年1月11日－3月29日 | 星期二 23:30－24:00 | 衛星電視   |      |

| 播映地區 | 播映平台                                                                              | 播映日期              | 播映時間              | 備註          |
| --- | ------------------------------------------------------------------------------------- | --------------------- | --------------------- | ------------- |
| 孟加拉國、不丹、文萊、柬埔寨、香港、印度、印度尼西亞、哈薩克斯坦、吉爾吉斯斯坦、老撾、澳門、馬來西亞、馬爾代夫、馬紹爾群島、密克羅尼西亞、蒙古、緬甸、瑙魯、尼泊爾、巴基斯坦、帕勞、巴布亞新幾內亞、菲律賓、薩摩亞、新加坡、所羅門群島、斯里蘭卡、臺灣、泰國、東帝汶、湯加、圖瓦盧、瓦努阿圖、越南 | Ani-One Asia YouTube頻道                                                              | 2022年1月8日－3月26日 | 星期六 22:00（UTC+8） | [ 94 ]        |
| 臺灣 | 巴哈姆特動畫瘋、CATCHPLAY、中華電信MOD、Hami Video friDay影音、KKTV、LINE TV、myVideo | 2022年1月8日－3月26日 | 星期六 22:00（UTC+8） | [ 94 ]        |
| 香港 | Aniplus                                                                               | 2022年1月8日－3月26日 | 星期六 22:00（UTC+8） | [ 94 ]        |
| 新加坡 | CATCHPLAY、meWATCH                                                                    | 2022年1月8日－3月26日 | 星期六 22:00（UTC+8） | [ 94 ]        |
| 泰國 | Dream Express (DEX)                                                                   | 2022年1月8日－3月26日 | 星期六 22:00（UTC+8） | [ 94 ]        |
| 印尼 | CATCHPLAY、Sushiroll                                                                  | 2022年1月8日－3月26日 | 星期六 22:00（UTC+8） | [ 94 ]        |
| 亞洲 | bilibili Asia、爱奇艺、Viu                                                            | 2022年1月8日－3月26日 | 星期六 22:00（UTC+8） | [ 94 ] [ 95 ] |

## 手機遊戲
2021年12月10日，宣佈將推出手機遊戲《失格紋的最強賢者 ～導刻之冒險譚～The Ultimate Reincarnation》（失格紋の最強賢者 ～導刻の冒険譚～The Ultimate Reincarnation），並開始事前登錄。2022年3月11日，宣佈將於3月16日正式推出。於2023年7月29日結束營運。

## 外部連結
- 小說官方網站（日語）
- 漫畫連載網站（日語）
- 電視動畫官方網站（日語）
- 電視動畫的X（前Twitter）（日語）
- 手機遊戲官方網站（日語）
- 手機遊戲的X（前Twitter）（日語）